# Spondyliosoma
Spondyliosoma è un genere di pesci ossei marini appartenenti alla famiglia Sparidae.

## Distribuzione e habitat
S. cantharus è presente nell'Oceano Atlantico orientale ed è comune anche nel mar Mediterraneo, S. emarginatum è presente nell'Oceano Indiano sudoccidentale.
Sono pesci demersali che vivono in acque profonde fino a 300 metri. La specie S. emarginatum può penetrare nelle acque salmastre degli estuari.

## Specie
- Spondyliosoma cantharus
- Spondyliosoma emarginatum